# Tintinnabulum (liturgisch voorwerp)

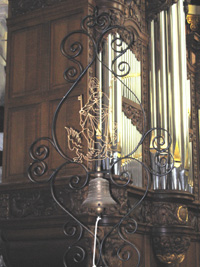
Tintinnabulum van de premonstratenzerabdijkerk in Grimbergen (België)

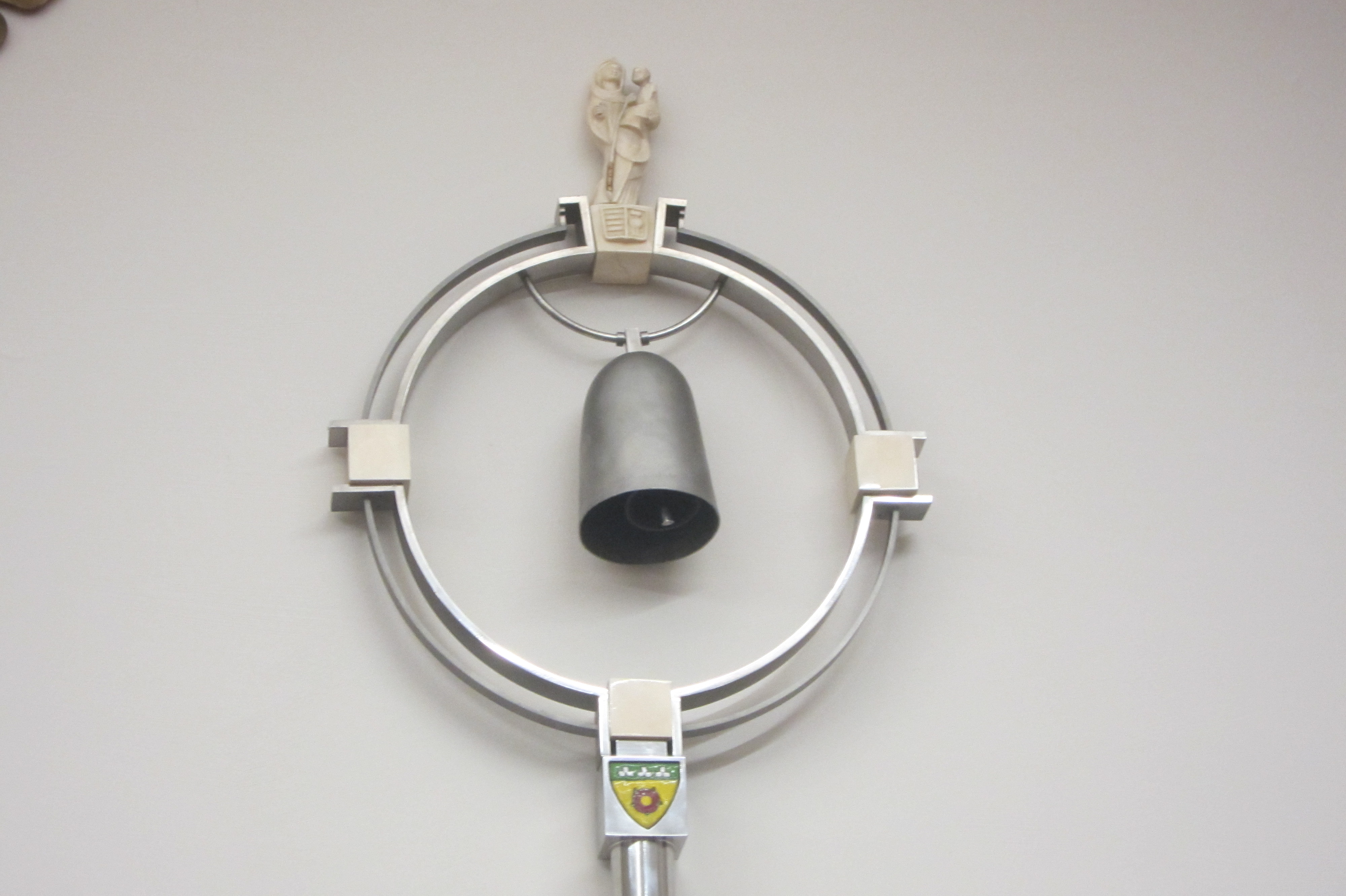
Tintinnabulum van de Virga Jessebasiliek, Hasselt

In de Rooms katholieke kerk is een tintinnabulum een klokje in een versierde houder met daarbij het beeld van de patroonheilige van een kerk. Het geheel is bevestigd op een draagstok. Aan conopeum en tintinnabulum kan men herkennen of een kerk de eretitel van basilica minor heeft gekregen. Ze staan aan weerskanten van het hoofdaltaar.